# Platonești
Platonești è un comune della Romania di 2 105 abitanti, ubicato nel distretto di Ialomița, nella regione storica della Muntenia.
Il comune è formato dall'unione di 2 villaggi: Lăcusteni e Platonești.